# 仲本詩菜
仲本 詩菜（なかもと しいな、1991年9月8日 - ）は、日本の女優。

## 来歴
- 小学3年の時に、新宿コマ劇場のミュージカル『新・オズの魔法使い』にて初舞台を踏む。
- 小学生の時はアイビィーカンパニーに所属しており、その後劇団ひまわりに移籍した。
- 劇団ひまわりガールズユニット『Fine』として活動しつつ、数多くのミュージカルの舞台に立つ。
- 2011年Rカンパニーに所属。音楽座ミュージカル「アイ・ラブ・坊ちゃん2011」「21C：マドモアゼルモーツァルト」などに出演する。

## 出演作品

### 舞台
- Yuke Pro. Dance Stage『Judgment』[1]
- 音楽劇『母さん』喜美子 役 他[2]
- 東宝『Endless SHOCK - Eternal-』
- 東宝『Endless SHOCK 20th Anniversary 』
- ミュージカル座『boy be ・・・』ラズベリー役
- 劇団SHOW特急『真田十勇伝-令和元年-』猿飛佐助役
- 俳優座劇場プロデュース　音楽劇『母さん』喜美子役
- 踊るシェイクスピア『TIC TAC〜ハムレット〜』
- 舞台『ジョーカー・ゲームⅡ』ジェーン・マリー他
- 音楽劇『美愁』ヒロイン柚杞役
- ミュージカル『恋する♡ヴァンパイア』
- 朗読劇『いやなんです　あなたのいってしまふのが〜智恵子抄より』　智恵子役
- ミュージカル『眠れぬ森の神女』踊り子リーダーミロナミ役
- カラフル・マーケット『淋しい夜』プロデュース＆出演
- ミュージカル座『マリオネット』グレースオマリー役
- ミュージカル『森女〜神の子と呼ばれた娘〜』主演
- ミュージカル座『アイ・ハブ・ア・ドリーム』リーナ役
- ミュージカル座『ロイヤルホストクラブ』No.1キャバ嬢エリカ役
- ブロードウェイミュージカル『二都物語』大道芸人役
- 舞台『百千さん家のあやかし王子』
- ミュージカル座ブロードウェイミュージカル『アイランド』ストーリーテラー役
- 2015年2月 調布市せんがわ劇場演劇プロジェクト 音楽劇『橋を渡る』 広渡縁役（横山由和演出）
- 2014年4月 ピュアーマリー公演ミュージカル『Honk!』 ビリー役 博品館劇場
- 2013年6〜7月 音楽座ミュージカル『21C:マドモアゼル モーツァルト』 子パパゲーナ役 東京芸術劇場 他
- 2011年11月 音楽座ミュージカル『アイ・ラブ・坊っちゃん2011』 夏目筆子役 青山劇場 他
- 2011年2月 神奈川芸術文化財団舞台『リボンの騎士〜鷲尾高校演劇部奮闘記〜』(横内謙介演出)
- 2010年12月 スマッシュカンパニー公演舞台『カラフル』　佐野唱子役　(山下晃彦演出)
- 2010年6〜7月 新国立劇場オペラ『カルメン』　貴婦人他　(鵜山仁演出) 新国立劇場
- 2008年〜2011年 劇団ひまわり選抜ダンス＆ボーカルユニット『Fine』としてライブ活動 シアター代官山 他
- 2008年9月 新日本フィルハーモニー交響楽団オペラ『薔薇の騎士』　天使役　(飯塚励生演出) すみだトリフォニー
- 2008年8月 アルゴミュージカル『花の海 花いろの風』　相川加奈子役　(宮崎渥巳演出) 中野サンプラザ 他
- 2007年8・9月 カラフルマーケット舞台『7DAYS〜HARUさんの紙飛行機〜』青山さゆり役 相鉄本多劇場
- 2006年7月 ミュージカル『森は生きている』7月役　(安崎求演出) 全労済ホール
- 2005年8月 ミュージカル『秘密の花園』コスモス役(小笠原京子演出) シアター代官山
- 2003年4・5・8月 ミュージカル『アニー』タップキッズ役　(ジョエル・ビショッフ演出) 青山劇場 他
- 2002年3月 ミュージカル『オンリーワン　〜未来へのテイクオフ〜』 横浜教育文化会館
- 2001年3月 生花世界大会 池坊特別デモンストレーション パシフィコ横浜
- 2000年8月 ミュージカル『新・オズの魔法使い』マンチキンの伝令役他 (鵜山仁演出) 新宿コマ劇場

### テレビ
- えいごであそぼ
- おかあさんといっしょ
- 天才てれびくんMAX
- ドラマ「母を看取る朝」
- お笑い金田一少年の事件簿
- ビッグ・ウェンズデイ
- 夜は胸きゅん
- 金曜プレステージ

### 映画
- 走れ！ケッタマシーン

### イベント
- ガールズユニットFine 1stライブ・2ndライブ・3rdライブ

### DVD
- 東京ガス学習用DVD&スチール

### その他
- 書籍『ミュージカル新世紀☆スター名鑑』
- au 春のキャンペーン ウェブサイト
- 上州真田武将隊 小松姫[3]